# Chevalier noir (satellite)
Pour les articles homonymes, voir Chevalier noir.

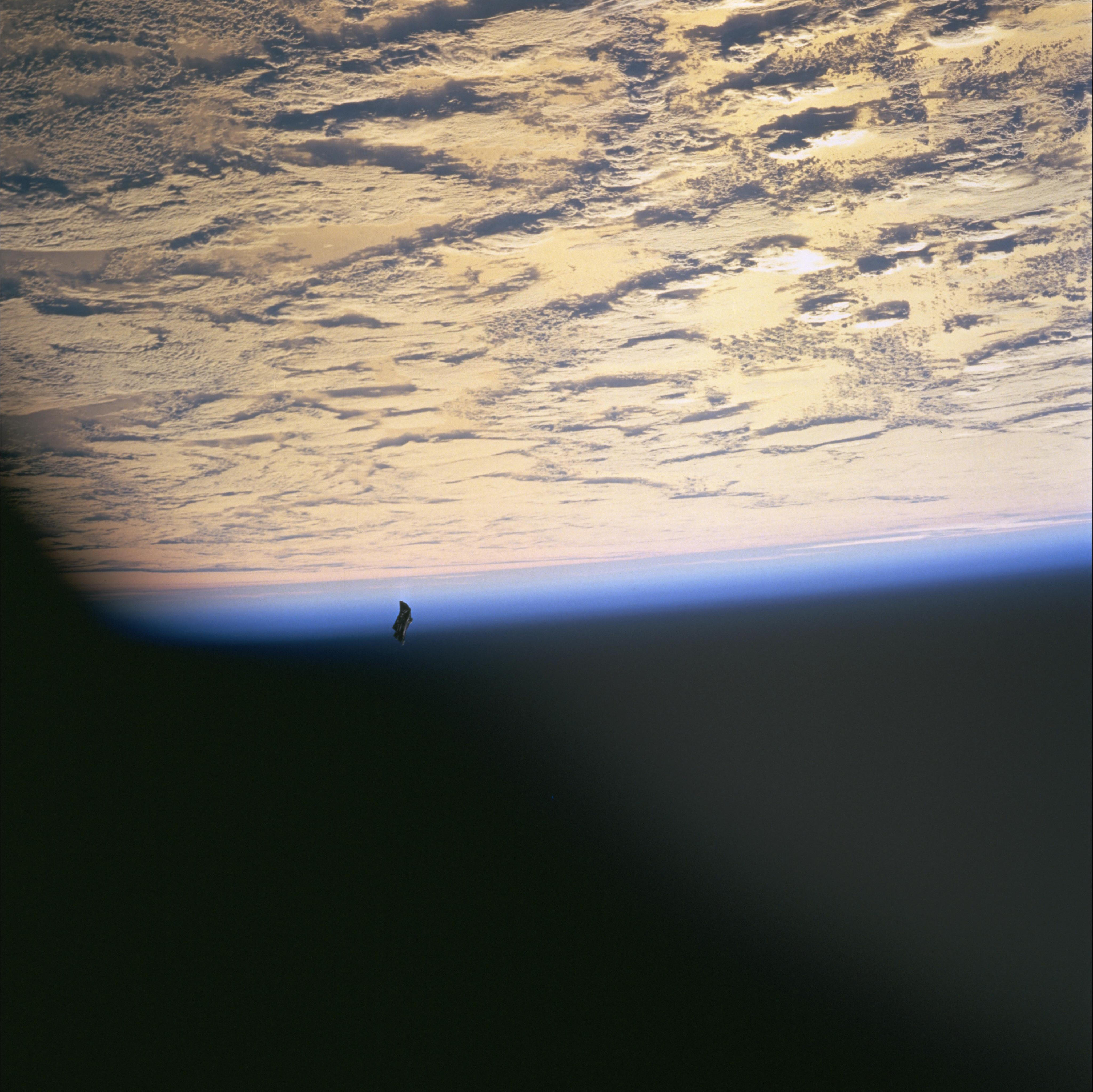
Photo prise par la mission STS-88 où l'on verrait le Chevalier noir.

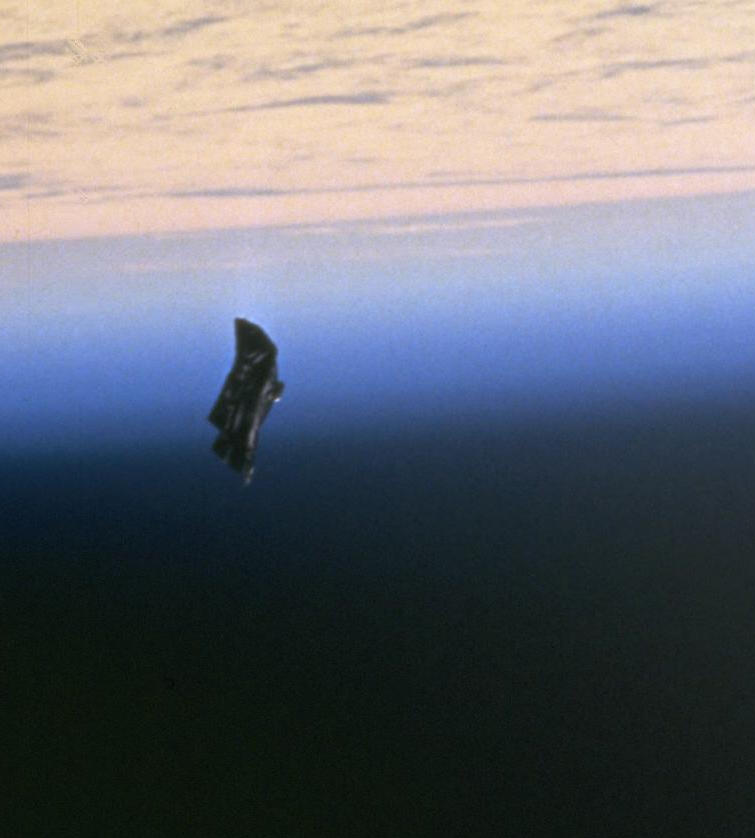
Photo agrandie

Le Chevalier noir (Black Knight satellite) est un satellite artificiel hypothétique qui, d'après des ufologues et des adeptes de théorie du complot, serait un objet d'origine extraterrestre, âgé d'environ 13 000 ans et en orbite quasi-polaire autour de la Terre,. 
Il s'agissait toutefois d'une couverture thermique qu'un astronaute avait laissé s'échapper.
D'après Martina Redpath du planétarium Armagh (en) :

« Le Chevalier noir est un fouillis d'histoires qui n'ont pas de liens entre elles, constituées de témoignages à propos d'observations scientifiques inhabituelles, d'auteurs voulant promouvoir des idées marginales, de satellites espions secrets et de gens surinterprétant des photos. Ces « ingrédients » se sont fractionnés, se sont mélangés et ont donné un seul et gros mythe incohérent. »

— Martina Redpath, The Truth About the Black Knight Satellite Mystery

## Histoire

### Années 1950
L'histoire du Chevalier noir remonte jusqu'en 1954 alors que plusieurs journaux, dont le St. Louis Post-Dispatch et The San Francisco Examiner, rapportent le témoignage de Donald Keyhoe, un militaire à la retraite et chasseur d'OVNI. Keyhoe aurait affirmé que l'US Air Force avait déclaré avoir détecté deux satellites en orbite terrestre alors qu'à l'époque, personne n'avait la technologie pour lancer un satellite.
En février 1960, un autre témoignage affirme que l'US Navy a détecté un objet sombre sur une orbite inclinée de 79° par rapport à l'équateur et ayant une période de 104,5 minutes. À l'époque, la Navy suivait la trajectoire d'un fragment de l'enveloppe de lancement du satellite Discoverer VIII, situé sur une orbite similaire,.

### 1998: STS-88
En 1998, une image prise lors de la mission STS-88 est associée au Chevalier noir.
En réalité, ces images ont été prises en décembre 1998 lors du premier vol de la navette Endeavour vers la Station spatiale internationale. Au cours d'une sortie dans l'Espace, l'un des astronautes a laissé s'échapper une couverture thermique qui devait être apposée sur une partie de l'appareil. C'est elle qu'on voit sur les photos. Elle a brûlé dans l'atmosphère terrestre peu de temps après, mais les histoires qui se racontent autour du Chevalier noir sont loin d'avoir disparu. D'ailleurs les images de la NASA sont toujours accessibles contrairement à ce qu'avancent certains théoriciens du complot,.